# Marshall Plumlee

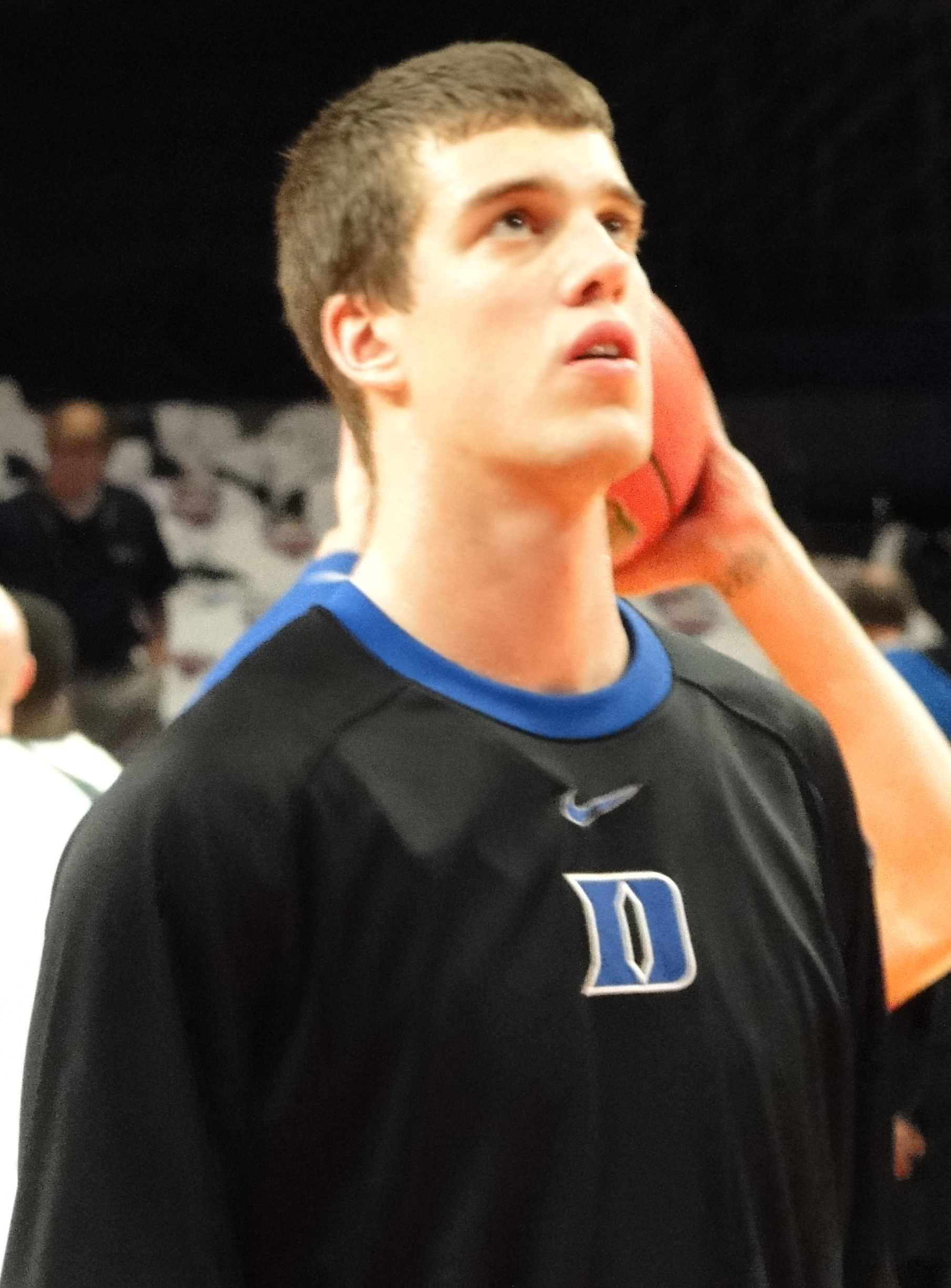
Marshall Plumlee, 2010.

Marshall Harrison Plumlee, född 14 juli 1992 i West Lafayette i Indiana, är en amerikansk före detta professionell basketspelare (C) som tillbringade två säsonger (2016–2018) i den nordamerikanska basketligan National Basketball Association (NBA), där han spelade för New York Knicks och Milwaukee Bucks.
Under sin NBA-karriär gjorde Plumlee 54 poäng (1,9 poäng per match), tolv assists samt 68 rebounds, räddningar från att bollen ska hamna i nätkorgen, på 29 grundspelsmatcher.
Plumlee blev aldrig NBA-draftad.
Innan han blev proffs studerade Plumlee vid Duke University och spelade för deras idrottsförening Duke Blue Devils.
Samtidigt avlade han en Reserve Officers' Training Corps (ROTC). År 2019 började han tjänstgöra i United States Army Rangers. År 2022 meddelade Plumlee att han skulle två år senare börja studera en tvåårig MBA-utbildning vid Harvard Business School.
Han är bror till Mason Plumlee och Miles Plumlee.